# Bathydrilus hadalis
Bathydrilus hadalis är en ringmaskart som beskrevs av Erséus 1979. Bathydrilus hadalis ingår i släktet Bathydrilus och familjen glattmaskar. Inga underarter finns listade i Catalogue of Life.